# Kazimierz Goebel
Kazimierz Artur Goebel (ur. 21 października 1940 w Warszawie, zm. 21 lipca 2022) – polski matematyk, profesor zwyczajny. Od 1980 kierownik Zakładu Równań Różniczkowych w Instytucie Matematyki UMCS. W latach 1993–1999 rektor UMCS-u. 

## Życiorys
Maturę zdał w 1958 w I Liceum Ogólnokształcącym im. Stanisława Staszica w Lublinie. W latach 1958–1963 studiował na Uniwersytecie Marii Curie-Skłodowskiej rozpoczynając pracę naukową pod kierunkiem prof. Adama Bieleckiego. Po ich ukończeniu został asystentem w Katedrze Zespołowej Matematyki, przekształconej później w Zakład Równań Różniczkowych. W roku 1967 Kazimierz Goebel otrzymał stopień doktora nauk matematycznych na podstawie pracy „O przekształceniach lipschitzowskich i ich uogólnieniach”. W 1971 uzyskał stopień naukowy doktora habilitowanego na podstawie rozprawy „Grubość zbiorów w przestrzeniach metrycznych i jej zastosowania w teorii punktów stałych”. Tytuł profesora nadzwyczajnego otrzymał w 1977, a tytuł profesora zwyczajnego w 1988 roku. Jest autorem trzech książek (dwie zostały opublikowane w USA, jedna w Anglii) oraz ponad 40 prac naukowych. Był również prezesem PTM-u (1993–1999).
Za wybitne osiągnięcia na polu nauki oraz za działalność społeczną prof. Kazimierz Goebel został wyróżniony Krzyżem Oficerskim Orderu Odrodzenia Polski (2000), Krzyżem Kawalerskim Orderu Odrodzenia Polski, Medalem Komisji Edukacji Narodowej oraz Nagrodą Ministra Nauki i Szkolnictwa Wyższego za całokształt dorobku naukowego.